# 索引服务
索引服务（Indexing Service，旧称Index Server）是一个维护文件索引的Windows服务，它可以维护计算机上的大部分文件以改善搜索计算机和企业计算机网络的性能，并且更新索引无需用户介入。在Windows 7中，它被新的Windows搜索索引器取代。另外，有IFilter插件可以扩展索引能力以支持更多文件格式，并且协议兼容旧版索引服务与新版Windows搜索的索引器。

## 历史
索引服务是作为一个桌面搜索服务在Windows NT 4.0 Option Pack和Windows 2000及之后的版本中提供。，那时它作为微软服务器软件IIS的内容搜索系统。它的起源最早可追溯到微软的Cairo操作系统项目，那时它作为对象文件系统的内容索引器。Cairo项目最后被放弃，但内容索引功能成为了之后的Windows桌面和服务器操作系统的组件。例如在Windows 2000中，其搭载了索引服务3.0。
在Windows Vista中，内容索引服务被默认启用的Windows搜索索引器取代。索引服务在Windows Server 2008中仍然存在，但不会默认安装与运行。
索引服务在Windows 7和Windows Server 2008 R2中就已被弃用。并在Windows 8中被移除。

## 搜索界面
在初步建立索引后可进行全面的搜索。建立索引可能花费几小时乃至几天，这取决于特定目录的大小、硬盘速度、用户活动、索引器设置和其他因素。使用索引服务搜索时也可使用UNC路径和映射的网络驱动器，如果共享服务器索引了适当的目录并且意识到正在共享。
在索引服务被打开并建立适当的索引后，可以多个方面用它搜索：Windows任务栏的开始菜单在索引服务可用时会使用它搜索，甚至接受复杂的查询。在微软管理控制台的“计算机管理”扩展的“服务查询表单”中可以用它执行查询。以及，第三方应用程序（例如“Aim at File”和“Grokker Desktop”）可以使用它。
Microsoft Index Server 2.0不检测处在挂载分区中的目录的变更。由于文件系统的技术原因，它不支持挂载的卷。